# Джихани, Парит
Пари́д Джиха́ни (алб. Parid Xhihani; 18 июля 1983, Кавая, Албания) — албанский футболист, нападающий.
Начал профессиональную карьеру в клубе «Беса», затем на протяжении года выступал за «Шкумбини», после чего вернулся в «Бесу». С 2003 года по 2005 год выступал за «Динамо» из Тираны. Позже на протяжении сезона защищал цвета клуба «Теута». В 2006 году в третий раз вернулся в «Бесу». Летом 2008 года перешёл в луганскую «Зарю». В 2011 году стал игроком «Кастриоти». Карьеру игрока завершил в «Бесе».
Выступал за юношеские сборные Албании до 17 и до 19 лет, а также за молодёжную сборную до 21 года и национальную сборную Албании.

## Биография

### Клубная карьера

#### Начало карьеры
Первый тренер — Дирим Штими. Начал профессиональную карьеру в клубе «Беса» из родного города Парита, Кавая. В чемпионате Албании дебютировал в 16 лет, в сезоне 2000/01. В этом сезоне «Беса» заняла предпоследнее 13 место, обогнав лишь «Скендербеу», вылетела в Первый дивизион Албании. Джихани сыграл за клуб в чемпионате в 20 играх, в которых забил 4 мяча.
Летом 2001 года перешёл в «Шкумбини» из города Пекин. В команде провёл один сезон, сыграв в 19 матчах и забив 4 гола. Летом 2002 года он подписал контракт с «Бесой», которая вновь вернулась в чемпионат Албании. В сезоне 2002/03 он провёл за команду 25 матчей и забил 6 мячей.

#### «Динамо» (Тирана)
Летом 2003 года перешёл в «Динамо» из Тираны. В составе команды дебютировал в еврокубках, 14 августа 2003 года в матче Кубка УЕФА в предварительном раунде против бельгийского «Локерена» (0:4). По итогам двух встреч «Динамо» уступило со счётом (1:7) и покинуло турнир. 16 августа 2003 года участвовал в матче за Суперкубок Албании, в котором «Динамо» уступило «Тиране» (3:0), Джихани вышел в начале второго тайма вместо Калари. В сезоне 2003/04 «Динамо» стало серебряным призёром чемпионата, уступив лишь «Тиране». Джихани сыграл в 31 матче. В Кубке Албании «Динамо» дошло до финала, где уступило «Партизани» (0:1).
Летом 2004 года команда участвовала в первом отборочном раунде Кубка УЕФА, в котором по сумме двух матчей уступила румынскому «Оцелулу» (8:1). Джихани сыграл в обоих матчах. В чемпионате Албании 2004/05 «Динамо» стало бронзовым призёром, уступив «Эльбасани» и «Тиране». Парит Джихани в этом сезоне сыграл в 25 матчах, забил 5 голов. Всего в «Динамо» он провёл два года, сыграв в чемпионате в 56 играх и забив 5 голов.

#### «Теута»
Летом 2005 года он перешёл в «Теуту» из Дурреса. В июле 2005 года сыграл в двух матчах первого отборочного раунда Кубка УЕФА против боснийского клуба «Широки Бриег», в котором «Теута» уступила по сумме двух матчей со счётом (3:4). 21 августа 2005 года сыграл в матче за Суперкубок Албании, в котором «Теута» уступила «Тиране» (0:0 основное время и 5:4 по пенальти). В сезоне 2005/06 «Теута» заняла 8 место, набрав 42 очка, и лишь по разнице забитых и пропущенных мячей клуб остался в чемпионате Албании. Джихани сыграл в 30 матчах и забил 5 мячей.

#### Возвращение в «Бесу»
Летом 2006 года вернулся в «Бесу», где стал капитаном команды. В сезоне 2006/07 вместе с командой он стал обладателем Кубка Албании, в финале клуб обыграл «Теуту» (3:2). 17 августа 2007 года принял участие в матче за Суперкубок Албании, в котором «Теута» уступила «Тиране» со счётом (4:2). Летом 2007 года провёл 4 матча в отборочных матчах Кубка УЕФА. Вначале, в первом отборочном раунде клуб обыграл сербскую «Бежанию» за счёт гола на выезде (2:2 по сумме двух матчей). В следующем раунде «Беса» уступила болгарскому «Литексу» (0:6 по сумме двух матчей) и покинула турнир. В сезоне 2007/08 вместе с командой Парит завоевал бронзовые награды чемпионата Албании, «Беса» уступила лишь «Партизани» и «Динамо». За два года выступления за «Бесу» Джихани сыграл в 61 матче и забил 23 мяча.

#### «Заря» (Луганск)

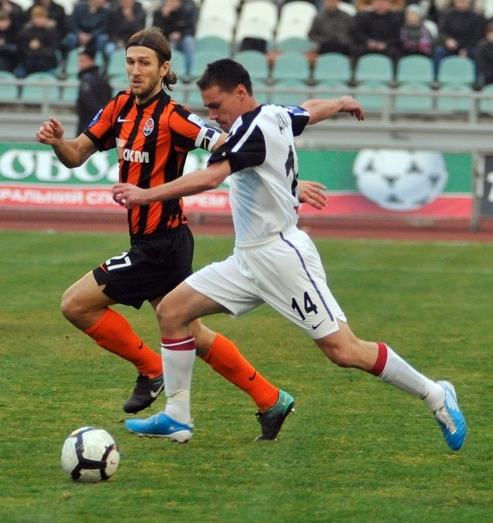
В игре против Дмитрия Чигринского

В июне 2008 года прибыл на просмотр в луганскую «Зарю». После чего подписал двухлетний контракт с клубом. В команде он оказался благодаря агенту. В «Заре» он взял 14 номер. Во время сборов он получил травму, рассечения лба, из-за чего ему пришлось накладывать швы.
20 июля 2008 года дебютировал в чемпионате Украины в домашнем матче против харьковского «Металлиста» (1:1), Джихани вышел на 68 минуте вместо Олега Ермака. Первый гол в чемпионате Украины забил 10 августа 2008 года в выездном матче против киевского «Арсенала» (1:1), Парит забил гол на 75-й минуте с паса Мирко Райчевича в ворота Виталия Ревы. В последних пяти турах чемпионата он не играл из-за травмы.
В своём первом сезоне в команде он стал настоящим открытием сезона, став лучшим бомбардиром «Зари» и забив в чемпионате Украины 2008/09 10 мячей в 25 матчах. В гонке бомбардиров он занял 5-е место, поделив его с Сергеем Кузнецовым и Артёмом Милевским. Джихани дважды попадал в символическую сборную по версии сайта Football.ua в 6 и 27 турах, также он один раз попал в символическую сборную 6 тура по версии сайта UA-Футбол. Также в этом сезоне он провёл 1 матч в Кубке Украины.
В следующем сезоне 2009/10 он сыграл в 22 матчах в чемпионате и забил всего 2 мяча, оба гола он забил в матче против запорожского «Металлурга» (3:1). После этого он был включён в символическую сборную 7 тура по версии сайта Football.ua. Также в этом сезоне он сыграл в 1 матче в Кубке и 1 игре в молодёжном чемпионате Украины.
В сезоне 2010/11 он стал редко попадать в основной состав, за полгода сыграв всего в 3 матчах в чемпионате и 2 играх в молодёжном первенстве, напрямую связывая это с недопониманием в отношениях с главным тренером команды. Затем он покинул команду, после чего у него были предложения от «Скендербеу» и клубов из Азербайджана и Украины.

#### Завершение карьеры
Летом 2011 года перешёл в «Кастриоти» из города Круя. В команде взял 7 номер. В составе команды в чемпионате Албании дебютировал 12 сентября 2011 года в домашнем матче против «Поградеци» (4:0). Первый гол за команду забил 17 декабря 2011 в домашнем матче против клуба «Камза» (3:2), Джихани забил гол на 78 минуте в ворота Марио Бутуци. Всего в чемпионате Албании 2011/12 он сыграл в 20 матчах и забил 2 мяча.
Свой последний сезон на профессиональном уровне провёл в «Бесе», где в сезоне 2012/13 провёл 10 игр.

### Карьера в сборной
За юношескую сборную Албании до 17 лет провёл 2 матча и забил 1 мяч в турнирах УЕФА. В составе юношеской сборной до 19 лет провёл 3 матча в турнирах УЕФА. За молодёжную сборную до 21 года он провёл 5 матчей в турнирах УЕФА и забил 3 мяча.
В составе национальной сборной Албании дебютировал на стадионе «Кемаль Стафа» 2 июня 2010 года в товарищеском матче против Андорры (1:0), главный тренер Йосип Куже выпустил его на поле на 57 минуте вместо Яхмира Хюка. Эта игра стала для Джихани единственной в составе сборной.

## Достижения
- Серебряный призёр чемпионата Албании (1): 2003/04
- Бронзовый призёр чемпионата Албании (2): 2004/05, 2007/08
- Обладатель Кубка Албании (1): 2006/07
- Финалист Кубка Албании (1): 2003/04